# Revesby
Revesby – wieś i civil parish w Anglii, w Lincolnshire, w dystrykcie East Lindsey. W 2011 roku civil parish liczyła 243 mieszkańców. Revesby jest wspomniana w Domesday Book (1086) jako Resuesbi.